# Король Чума
«Король Чума» (англ. King Pest ) — рассказ Эдгара Аллана По, опубликованный в сентябре 1835 года в журнале The Southern Literary Messenger под названием «Король Чума Первый». В последний раз при жизни автора был опубликован в журнале The Broadway Journal 18 октября 1845 года. Действие рассказа происходит в Англии XIV века.
Литературоведы относят «Короля Чуму» к лучшим рассказам раннего периода творчества По. Здесь видят пародию на Дворец вина в романе Дизраэли «Вивиан Грей», политическую сатиру, целью которой могла быть администрация президента Эндрю Джексона.